# تپه اوذبیع
تپه اوذبیع در شهرستان شوشتر، روستای سریمه واقع شده و این اثر در تاریخ ۵ آذر ۱۳۸۰ با شمارهٔ ثبت ۴۳۲۴ به‌عنوان یکی از آثار ملی ایران به ثبت رسیده است.